# Loie Fuller
Loie Fuller rodným jménem Mary-Louise Fuller (15. ledna 1862 Chicago – 1. ledna 1928 Paříž), známá také pod jmény Louie Fuller a Loïe Fuller, byla americká herečka a tanečnice, která patřila k průkopnicím moderního tance a technik divadelního osvětlování.

## Život a kariéra

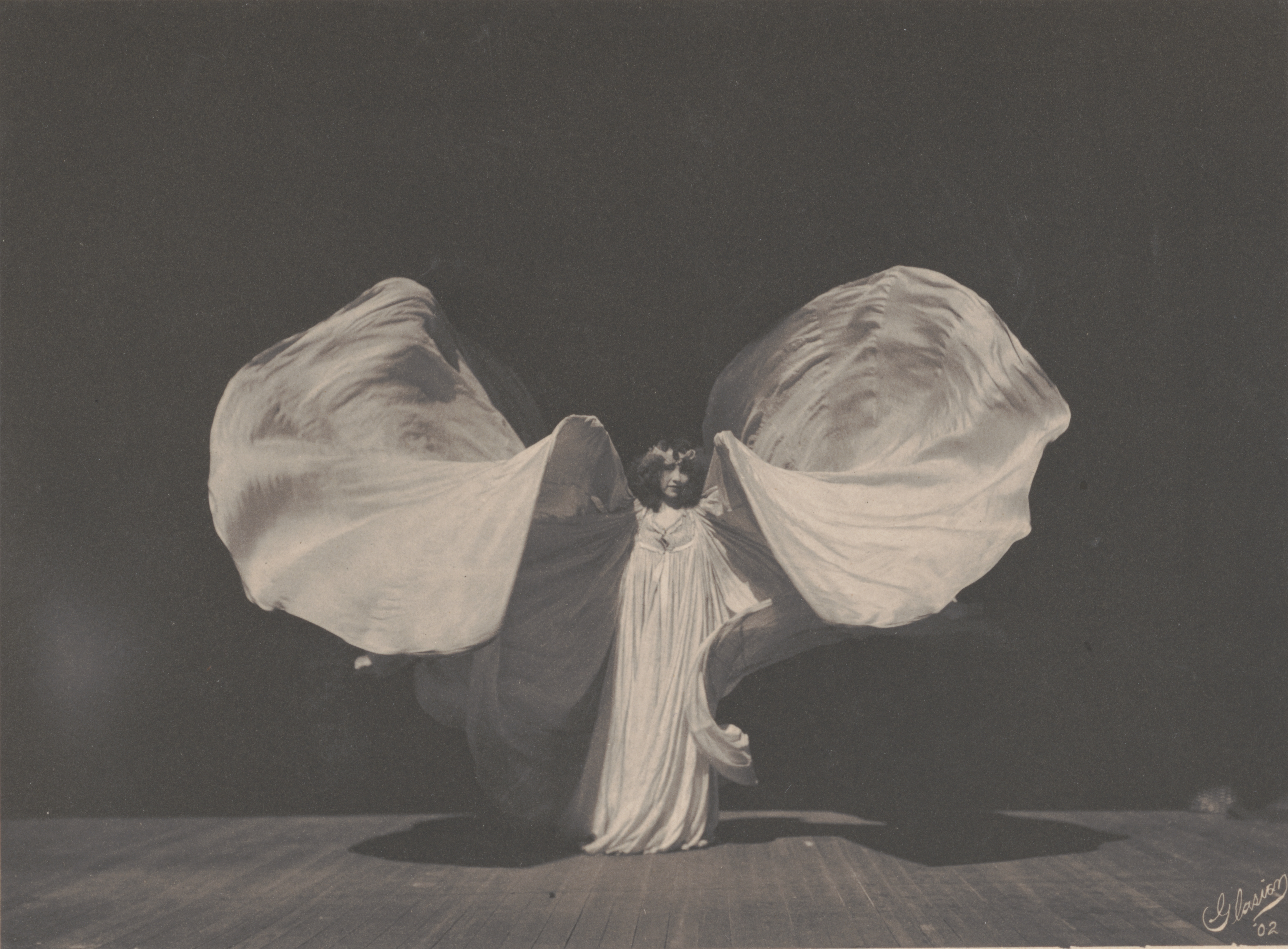
Portrét Loie Fuller, Frederick Glasier, 1902

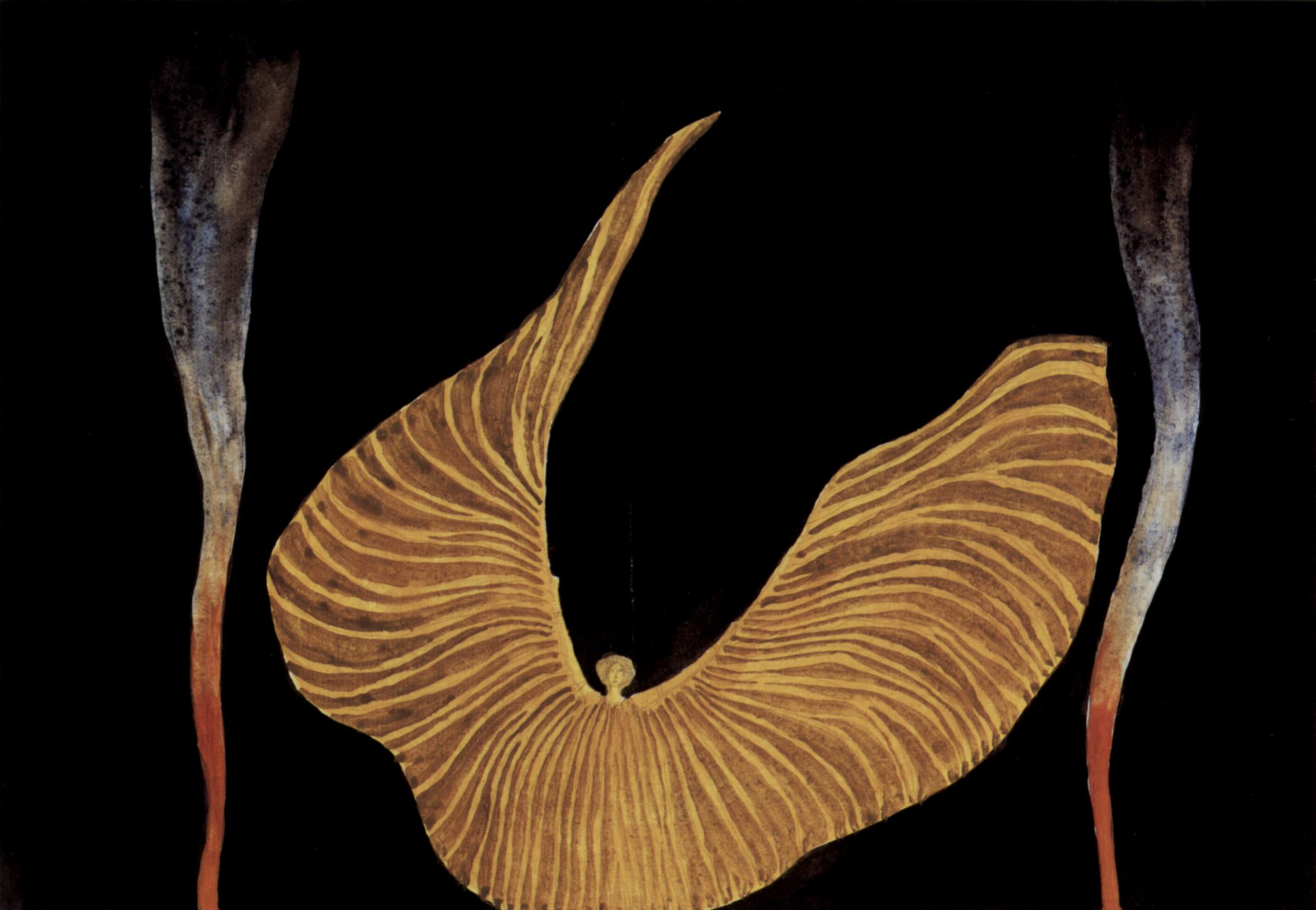
Loie Fuller vyobrazená Kolomanem Moserem (1901)

Loie Fuller ve Folies Bergère, plakát - PAL (Jean de Paléologue)

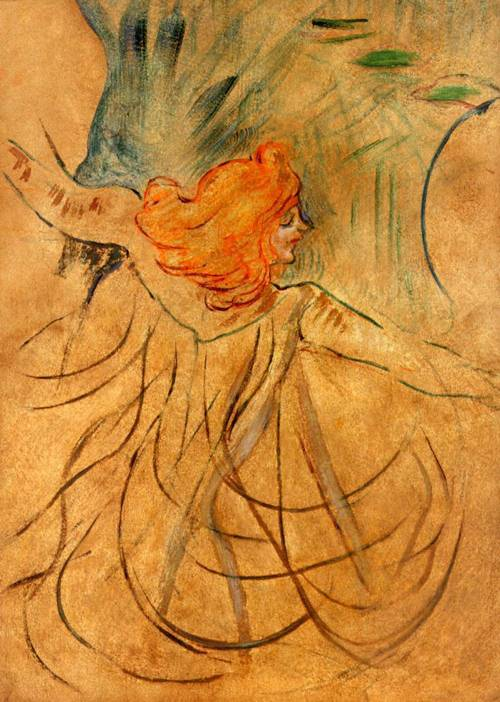
Loie Fuller na malbě od Lautrecka

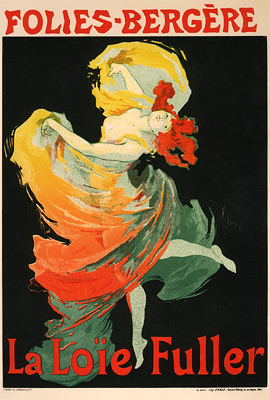
Plakát zobrazující Loie Fuller ve Folies Bergères od Julese Chéreta

Narodila se na v Chicagu na předměstí Fullesburg, dnešní Hinsdale v Illinois. Začala svou kariéru jako profesionální dětská herečka později jako choreografka a burleskní tanečnice, k tomu účinkovala ve varieté a v cirkusových estrádách. Ve své volné taneční rutině si vytvořila vlastní pohyby a techniky improvizace. Při mnoha představeních experimentovala s choreografií pomocí pohybů dlouhé sukně a možnostmi jak na ní promítat světlo. V roce 1891 zkombinovala svou choreografii s kostýmem z lehkého hedvábí nasvíceného barevnými světly podle jejího vlastního návrhu, čím vytvořila svůj tanec nazvaný Vlnící tanec (Serpentine Dance). Po mnohých obtížích najít někoho, kdo by produkoval její práci, i proto že byla známá spíš jako herečka, byla konečně přijata, aby předvedla svůj tanec během doby mezi scénami komedie Uncle Celestine (Strýček Celestýn). Obdržela nadšené recenze.
Ovšem záhy poté byla nahrazena imitátory (původně tanečnicí Minnie "Renwood" Bemis). Rozhodla se proto odjet do Evropy, což učinila v červenci 1892. Stala se jednou z mnoha amerických moderních tanečnic, které sem cestovaly s cílem získat seriózní uznání. Přívětivé přijetí v Paříži přispělo k rozhodnutí zůstat ve Francii. Stala se zde jednou z vedoucích průkopnic v umění. Pravidelně vystupovala ve Folies Bergère. S tanci jako byl její Ohnivý tanec se stala ikonou secesního hnutí a byla často zosobňována se Symbolismem, neboť její umění bylo chápáno jako perfektní soulad mezi ideou a symbolem. Loie Fuller se začala přizpůsobovat a vylepšovat své kostýmy i osvětlení, které se staly hlavním prvkem jejího vystoupení a možná dokonce více důležitým než byla její choreografie, zvláště poté, co prodloužila svou sukni, která přitahovala hlavní pozornost a tělo tanečnice bylo schováno pod vrstvou látky. Ukázkou toho jak takové představení zřejmě vypadalo je film Serpentine Dance z roku 1896, od průkopníků filmu, bratrů Lumièrových. (neznámá tanečnice ve filmu, byla nesprávně označena jako Loie Fuller, ale nejedná se o ni)
Svou průkopnickou prací si Loie Fuller přitáhla pozornost, respekt i přátelství mnoha francouzských umělců jako byli Jules Chéret, Henri de Toulouse-Lautrec, François-Raoul Larche, Henri-Pierre Roché, Auguste Rodin, Jean-Léon Gérôme, Franz von Stuck, Maurice Denis, Thomas Theodor Heine, Paul-Léon Jazet, Koloman Moser, Demetre Chiparus, Stéphane Mallarmé a Marie Curie-Skłodowská. Stala se i členkou Société astronomique de France (Francouzská astronomická společnost). Měla také zaregistrováno mnoho patentů na divadelní osvětlení včetně chemické sloučeniny pro vytváření barevného gelu a použití chemických solí pro osvětlovací zařízení a kostýmy. Měla v úmyslu nechat si patentovat i její Vlnící tanec, aby tím zamezila napodobování imitátorů, nebo dokonce přivlastňování její práce. Popis svého tance předala americkému úřadu pro autorská práva, ale návrh byl soudem zamítnut, s odůvodněním, že její tanec neobsahuje žádný příběh a proto nemá oprávněný nárok na ochranu. Precedens jejího případu zůstal v platnosti od roku 1892 až o roku 1976, kdy bylo federální autorské právo rozšířeno i na ochranu choreografických děl.
Loie Fuller podporovala další průkopnické umělce jako byla tanečnice Isadora Duncan, která se také narodila ve Spojených státech. Fuller jí v roce 1902 pomohla započít její uměleckou kariéru v Evropě, sponzorováním nezávislých koncertů ve Vídni a v Budapešti.
Originální umělecké jméno Loie Fuller, bylo Louie. V moderní francouzštině je slovo „L'ouïe“ výrazem pro sluch. Také byla označována přezdívkou „Lo Lo Fuller“.
Loui Fuller si vytvořila také blízké přátelství s rumunskou královnou Marií (jejich vzájemná korespondence byla publikována). Fuller se stala prostřednicí mezi ambasádou Spojených států amerických a Rumunskem při zprostředkování půjčky během první světové války. Později se v Paříži spřátelila s Karlem II. a jeho milenkou Magdou Lupescu, aniž by věděli o jejím přátelství s Karlovou matkou Marií. Loui Fuller se nejdříve u Marie páru zastávala, ale později s ní (neúspěšně) pletichařila s úmyslem pár rozdělit. Společně s královnou Marií a americkým obchodníkem Samuelem Hillem také pomohla založit Maryhillské Muzeum umění ve státě Washington, kde je také stálá výstava o její kariéře. Louie Fuller se občas vracela do Ameriky, aby pořádala vystoupení svých studentek – Fullerek (Fullerrets) nebo svých múz, ale konec svého života prožila v Paříži, kde 1. ledna 1928 zemřela na zápal plic ve věku 65 let. Její tělo bylo zpopelněno a uloženo v kolumbáriu na hřbitově Père Lachaise v Paříži. Její sestra Mollie Fuller měla dlouhou kariéru jako herečka a jako účinkující ve varieté.

## Vliv
Po její smrti zdědila taneční soubor a její studio Gab Sorère, její milovaná partnerka, se kterou strávila 30 let. Sorère podnikla právní úkony proti tanečnicím, které protiprávně využívaly slávu a jméno Loie Fuller, ke svému vlastnímu prospěchu. Její umělecká práce znovu získala profesionální i veřejný zájem. O jejím životě vzniklo i několik studií a publikací, ve kterých bylo poukazováno, že nebyla pouhou tanečnicí, ale i průkopnicí moderní performance. Oceňováno bylo i její propojení tance s moderními technologiemi.
V roce 2016 vyšel životopisný film Tanečnice (La Danseuse) o Loie Fuller, kterou ztvárnila francouzská herečka SoKo a v roli Isadory Duncan se objevila Lily-Rose Depp. Taneční choreografii ve filmu vytvořila Jody Sperling. Film byl uveden v roce 2016 na filmovém festivalu v Cannes.
Loie Fuller stále ovlivňuje moderní choreografy. Choreografka Jody Sperling pokračuje ve vytváření choreografií moderním pojetím žánru Loie Fuller a rozšiřováním jejích tanečních technik v duchu 21. století. Další kdo se inspiroval její prací, byla Ann Cooper Albright, která spolupracovala s osvětlovači na práci čerpající inspiraci z originálních patentů osvětlení Loie Fuller. Shela Xoregos vytvořila jako svou poctu choreografii La Loȉe.
V roce 2018 byl jeden ze segmentů turné Reputation zpěvačky Taylor Swift, věnován Loie Fuller. Během každého vystoupení byl znovu uveden Vlnící tanec.

## Literární tvorba
Loie Fuller napsala v angličtině své autobiografické memoáry Quinze ans de ma vie. Z angličtiny do francouzštiny je přeložil Bojidar Karageirgevitch a publikoval F. Juen v Paříži v roce 1908 s úvodem od Anatola France. Své memoáry znovu přepracovala o několik let později pod titulem Patnáct let života tanečnice, který publikoval H. Jenkins v Londýně v roce 1913. Loie byla ve svém vyprávění velmi přizpůsobivá. Existuje sedm velmi dramatických verzí jak se dostala ke svým hedvábným šatům, a není známo která z verzí je reálná. Kromě vynalézání svého Vlnícího tance, také hodně psala o svých teoriích o moderním tanci a pojetí pohybu.